# کن هاوارد
کن هاوارد (به انگلیسی: Ken Howard) (زادهٔ ۲۸ مارس ۱۹۴۴ -درگذشته ۲۳ مارس ۲۰۱۶) یک سیاست‌مدار اهل ایالات متحده آمریکا بود.
از فیلم‌ها یا برنامه‌های تلویزیونی که وی در آن نقش داشته است می‌توان به جان رمبو، مایکل کلیتون، جی. ادگار، در موقعیت او، رؤیاپردازان و ای.سی.او.دی اشاره کرد.